# 波多黎各鼠属
波多黎各鼠属（学名：Isolobodon）是啮齿目硬毛鼠科中已灭绝的一属，包含2种：
- †波多黎各鼠（Isolobodon portoricensis）
- †高山波多鼠（Isolobodon montanus）